# Équipe transverse
Une équipe transverse (en anglais cross-functional team) est une équipe composée de membres de services ou départements différents d'une organisation, de niveaux hiérarchiques à peu près équivalents, et regroupés pour effectuer un travail, une opération ou un projet précis.
Les grands constructeurs automobiles, par exemple Harley-Davidson, utilisent ce type d'équipe pour coordonner leurs projets les plus complexes.